# 东成 (太平村)
东成是中国广东省广州市从化区的一个自然村。在太平镇东北面约200米，属太平村管辖。清朝建村。1998年时，全村人口172人。